# Echinophyllum sachalinense
Echinophyllum sachalinense är en bladmossart som beskrevs av T. J. O'brien in T. J. O'brien och D. G. Horton 2000. Echinophyllum sachalinense ingår i släktet Echinophyllum och familjen Thuidiaceae. Inga underarter finns listade i Catalogue of Life.